# Hôpital Bicêtre (metrostation)
Hôpital Bicêtre is een metrostation van de Metro van Parijs langs metrolijn 14 gelegen in de gemeente Le Kremlin-Bicêtre dicht tegen de grens met Gentilly.
Het werd geopend op 24 juni 2024 als onderdeel van de zuidelijke verlenging van lijn 14 van Olympiades naar Aéroport d'Orly. Hôpital Bicêtre heeft twee zijperrons gescheiden door de metrosporen.
Het station ligt langs de rue Gabriel-Péri en de snelweg A6b. Hôpital Bicêtre heeft twee ingangen, een aan de Rue Séverine, de andere aan de Rue Gabriel Péri. Het verbetert ook de OV-bereikbaarheid van het universitaire Bicêtre-ziekenhuis waaraan het zijn naam ontleent. Het ziekenhuis werd voordien aan de oostzijde van de site ook bediend met het station Le Kremlin-Bicêtre op lijn 7. Het nieuwe station bedient naast het ziekenhuis ook een dichtbevolkt stedelijk gebied in transitie waar onder meer de ecowijk Entrée de Ville sud-ouest wordt gebouwd. 43.000 inwoners wonen binnen een straal van 1 km rond het station. 
Eva Jospin ontwierp een kunstwerk voor het station in samenwerking met de architect Jean-Paul Viguier. Geïnspireerd door een scène uit de film Roma van Federico Fellini, waarin begraven oude artefacten aan het licht komen tijdens de bouw van de metro van Rome, bestaat het tweedelige werk buiten en binnen het station uit opduikende resten, waaronder bronzen kopieën van de kartonnen werken van Eva Jospin.

## Intermodaliteit
Het station wordt bediend door de lijnen 125, 186, 323 en V6 van het RATP-busnetwerk.
Saint-Denis Pleyel · 
Mairie de Saint-Ouen · 
Saint-Ouen · 
Porte de Clichy · 
Pont Cardinet · 
Saint-Lazare · 
Madeleine · 
Pyramides · 
Châtelet · 
Gare de Lyon · 
Bercy · 
Cour Saint-Émilion · 
Bibliothèque François Mitterrand · 
Olympiades · 
Maison Blanche · 
Hôpital Bicêtre · 
Villejuif - Gustave Roussy · 
L'Haÿ-les-Roses · 
Chevilly-Larue · 
Thiais - Orly · 
Aéroport d'Orly
- Library of Congress Control Number: n86003237
- Virtual International Authority File: 2256145857005722920881